# Вельяшева-Волынцева, Пелагея Ивановна
Пелагея Ивановна Вельяшева-Волынцева (в замужестве — Анненкова) (1773—1810, Москва) — русская писательница, переводчица.

## Биография
Представительница старинного русского дворянского рода Вельяшевых.
Сестра Анны и Дмитрия Вельяшевых-Волынцевых. Жена полковника Николая Никаноровича Анненкова (1764—1839). П. Н. Арапов называет её в числе «дам высшего общества», писавших для театра.
П. Вельяшева-Волынцева перевела с французского одноактную комедию Л. де Буасси «Французы в Лондоне» (изд. Н. И. Новикова, 1782). Посвящая свой труд статс-даме А. Р. Чернышевой, П. Вельяшева-Волынцева благодарила её за «милостивые» и «снисходительные всем приемы», что демонстрирует её связи с покровителями из высших придворных кругов. Перевод П. Вельяшевой-Волынцевой упомянут в издании: «Драматический словарь» (1787).
Её принадлежит также перевод с французского нравоучительно-сентиментальной драмы Ш.-А. де Лонгейля «Сирота аглинская» (1787), ранее переведенной А. П. Голицыным под названием «Аглинский сирота» (1775).
М. Н. Макаров писал о П. Вельяшевой-Волынцевой: 

«Она известна драматическими переводами, которые хотя в своё время и не были на сцене наших театров, но по крайней мере их читывали с удовольствием».
Возможно, её имел в виду А. А. Палицын, называя в «Послании к Привете» (1807) в числе женщин-писательниц Вельяшеву.
Будучи женой Анненкова прививала литературные интересы своим детям: Варваре, Ивану и Николаю. Дочь П. Вельяшевой-Волынцевой — Варвара Николаевна Анненкова (1795—1870), впоследствии стала хорошо известной поэтессой, которая в отличие от её матери и тёти, никогда не выходила замуж и начала издаваться сравнительно поздно, только в сороковые годы XIX века, но была похожа на своих предшественниц в творческом «усердии». Близкий друг и литературный сподвижник М. Лермонтова, В. Анненкова была автором многочисленных стихов, поэтических сказок и четырёх одноактных стихотворных драм (в частности, «Шарлотта Корду» (1866)).